# Europejskie Towarzystwo Nadciśnienia Tętniczego
Europejskie Towarzystwo Nadciśnienia Tętniczego (ang. European Society of Hypertension, ESH) – europejska organizacja medyczna zajmująca się problemami dotyczącymi nadciśnienia tętniczego.
ESH powstało w 1989 roku z inicjatywy prof. Alberto Zanchettiego. Organizuje doroczne spotkania hipertensjologów z całego świata (European Meeting on Hypertension) oraz letnie szkoły hipertensjologiczne. Publikuje wytyczne odnośnie do postępowania w nadciśnieniu tętniczym.
Funkcję prezesa ESH pełni obecnie prof. Anna Dominiczak.